# Indústria cinematogràfica
El terme indústria cinematogràfica o economia del cinema es refereix a tots els vessants econòmics referents a la producció i distribució de pel·lícules al cinema o la televisió. Entre elles s'hi compta les empreses productores o distribuïdores de treballs cinematogràfics.
Inicialment, la gran inversió que implicava fer una pel·lícula va provocar que la producció es concentrés en empreses de producció estables. Posteriorment, els avenços en l'assequibilitat de l'equipament de filmació i l'augment de les oportunitats per a trobar capital d'inversió fora de la mateixa indústria cinematogràfica, van permetre l'aparició i l'evolució del cinema independent.
Hollywood és la primera indústria cinematogràfica del món quant a antiguitat, i la més gran pel que fa a facturació.

## Producció
La creació d'un treball cinematogràfic és molt costosa i involucra a desenes de persones abans, durant i després del rodatge. Durant el rodatge, pot haver-hi un equip professional d'entre cinc (generalment és el cas dels reportatges, per exemple) i cent persones, per la qual cosa és de crucial importància la financiació de les pel·lícules. L'any 2005 es van produir en tot el món 4603 llargmetratges. Els beneficis per país els lideren els Estats Units juntament amb Canadà, aquest darrer seguit per la Xina, el Regne Unit, el Japó i l'Índia.

## Finançament
El productor d'una pel·lícula pot decidir entre molts tipus de finançaments. D'entre els més comuns es troben els següents: 
Préstecs bancaris: aquesta modalitat es basa en la demanda del préstec al banc amb la promesa de pagar-lo dins la data estipulada als interessos convinguts per ambdues parts (banc i equip de producció). El risc de tenir només aquest tipus de finançament és que el pagament del deute és obligatori, hagi tingut la pel·lícula utilitats o no les hagi tingut. Per tant, existeix el perill que els beneficis econòmics aconseguits amb el film siguin inferiors a les despeses del préstec bancari, de tal forma que la inversió haurà estat negativa.
Inversionistes: es basa en el finançament d'una part del projecte de la mà de persones alienes a la producció cinematogràfica, amb la condició de tenir repartiment en les utilitats (beneficis) del projecte. En la majoria dels casos, els productors opten per aquesta opció, no perquè no tinguin els diners suficients com per a finançar el seu projecte, sinó perquè el risc del projecte es redueix. En altres paraules, de la mateixa forma que els beneficis es reparteixen en cas de tractar-se d'un projecte guanyador, les despeses també es reparteixen en cas que el projecte faci fallida, la qual cosa aporta seguretat i estabilitat.
Prevenda del projecte: consisteix en la recaptació de diners amb la venda dels drets per mitjà de la venda dels drets de distribució i exhibició de la pel·lícula. Encara que aquesta entrada de diners faci disminuir en gran manera el risc de la pel·lícula, no es rebrà diners fins al moment quan s'hagi acabat de fer la pel·lícula. Així, el productor del film està limitat. Un exemple d'aquest mètode de finançament són les empreses Netflix i HBO, puix totes dues subvencionen projectes a canvi d'adquirir els drets de distribució i així poder exhibir-los a la seva plataforma.

## Lloguer i distribució de pel·lícules
En les majors potències del món occidental pel que a la indústria cinematogràfica es refereix, el sector cinematogràfic està dominat per les empreses estatunidenques. Fins i tot, anteriorment a la Primera Guerra Mundial, es va poder crear un teixit industrial des de la producció fins al llançament al mercat de pel·lícules. D'altra banda, el mercat europeu està dividit en molts països i idiomes, a més a més de veure's sacsejat per les dues guerres mundials. Les empreses productores i de distribució tenen una mida molt menor i acostumen a subsistir gràcies a l'ajuda de subvencions estatals.

## Impacte mediambiental
La indústria cinematogràfica de Hollywood és una de les indústries més potents del moment, però per desgràcia també és una de les més contaminants. Segons un estudi de la Universitat de Los Angeles de 2006, una pel·lícula genera al voltant de 500 tones de CO₂, i la indústria de Hollywood en el seu conjunt produeix anualment 15 milions de tones de CO₂. Segons l'estudi, les emissions de gasos amb efecte d'hivernacle i altres contaminants generats per les produccions cinematogràfiques superen fins i tot les del sector de l'aeronàutic. A més, s'ha de destacar que moltes de les activitats relacionades amb la producció de pel·lícules, contribueixen significativament a la contaminació del planeta. Com ara el transport de l'equip de rodatge, el maquillatge i vestuari, la construcció d'escenaris i platós, el càtering o la creació dels efectes especials.
La Spain Film Commission va fer aquest passat 2023 un informe sobre la situació actual dels aspectes de sostenibilitat al sector audiovisual. Aquest informe ha identificat moltes problemàtiques de la indústria en l'àmbit de la sostenibilitat. Aquestes van ser la diversitat de paràmetres entre les eines del càlcul de carboni, la falta d'un consens en la implementació de les diferents metodologies, l'escassa formació en sostenibilitat per als equips i les limitacions, econòmiques i logístiques de la indústria.

### Solucions
A Espanya concretament, existeix l'entitat pública Tenerife Film Comission, que va produir un decàleg per fomentar un rodatge més amigable amb el medi ambient de l'illa de Tenerife. A més d'un llistat de verificació per obtenir el seu segell de producció o servei sostenible. Els deu punts del decàleg són: buscar una localització responsable pel rodatge, tenir una comunicació verda amb l'equip de producció, protegir el lloc de rodatge, utilitzar un transport menys contaminant, implementar un càtering sostenible, reduir el consum de materials perjudicials i crear un sistema de reciclatge. A més, fer un ús eficient de l'energia elèctrica, implementar bones pràctiques en el consum i ús de l'aigua i fer un seguiment ambiental per assegurar la implementació d'aquestes mesures.
Altres solucions es donen des de l'Institut de la Cinematografia i de les Arts Visuals (ICAA), que amb la col·laboració del Ministeri per a la Transició Ecològica i alineats amb els objectius del Pacte Verd Europeu, estan oferint ajudes a produccions audiovisuals que ofereixin dades del mesurament de la seva petjada de carboni, un pla de reducció de les seves emissions i un certificat que acrediti aquestes accions mitjançant una entitat certificadora.
A escala internacional, existeixen entitats, projectes i metodologies que ajuden a reduir els impactes de la indústria en el planeta. Algunes d'aquestes són Green Production Guide, Green Film, Creast i el Segell Verd de l'Acadèmia del Cinema.
Com per exemple, Studio Sustainability Standard que es va llençar l'abril de 2022 per ajudar els estudis a mesurar i reduir l'impacte ambiental de les seves instal·lacions. Es tracta d'un esquema estandarditzat globalment, dissenyat de manera voluntària per Albert, l'organització per a la sostenibilitat ambiental de la televisió i el cinema, juntament amb la firma global d'enginyeria i consultoria Arup. Aquest estàndard està dissenyat per ajudar les instal·lacions d'estudi que s'utilitzen per al rodatge a reduir el seu impacte ambiental centrant-se en sis àrees clau: Clima, Circularitat, Natura, Persones, Gestió i Dades. Els estudis que participen en el programa enviaran dades anualment per a cada àrea clau per a l'avaluació. A canvi, cada estudi rebrà un informe de sostenibilitat a mida, així com una puntuació global de sostenibilitat, que permetrà als estudis comparar-se amb l'estàndard més ampli de la indústria. En participar-hi, els estudis individuals podran construir una imatge holística del seu impacte ambiental. L'informe de sostenibilitat personalitzat que rebran exposarà les conclusions clau i permetrà als estudis prendre decisions empresarials específiques que poden tenir un impacte positiu en la instal·lació, la petjada de carboni d'una producció i el medi ambient en general. A més, l'estudi també rebrà una qualificació que els permetrà comparar el seu propi progrés i comparar-se amb altres instal·lacions d'estudi a tot el món.

## Cinemes i visitants
En la Unió Europea, l'any 2004 es van vendre uns mil milions d'entrades de cinema, la majoria a França amb, aproximadament, 195 milions, seguida de d'Alemanya, el país de la Unió més poblat, amb 156,7 milions d'entrades venudes.
Depenent de les subvencions públiques, el percentatge d'entrades per a cintes de producció nacional varia entre l'1,7% (és el cas de Bèlgica) i el 38,5% (és el cas de França). La mitjana europea d'entrades per a veure produccions europees és del 25%, mentre que l'estatunidenca copa el 60%.